# Rivolte nella Slesia

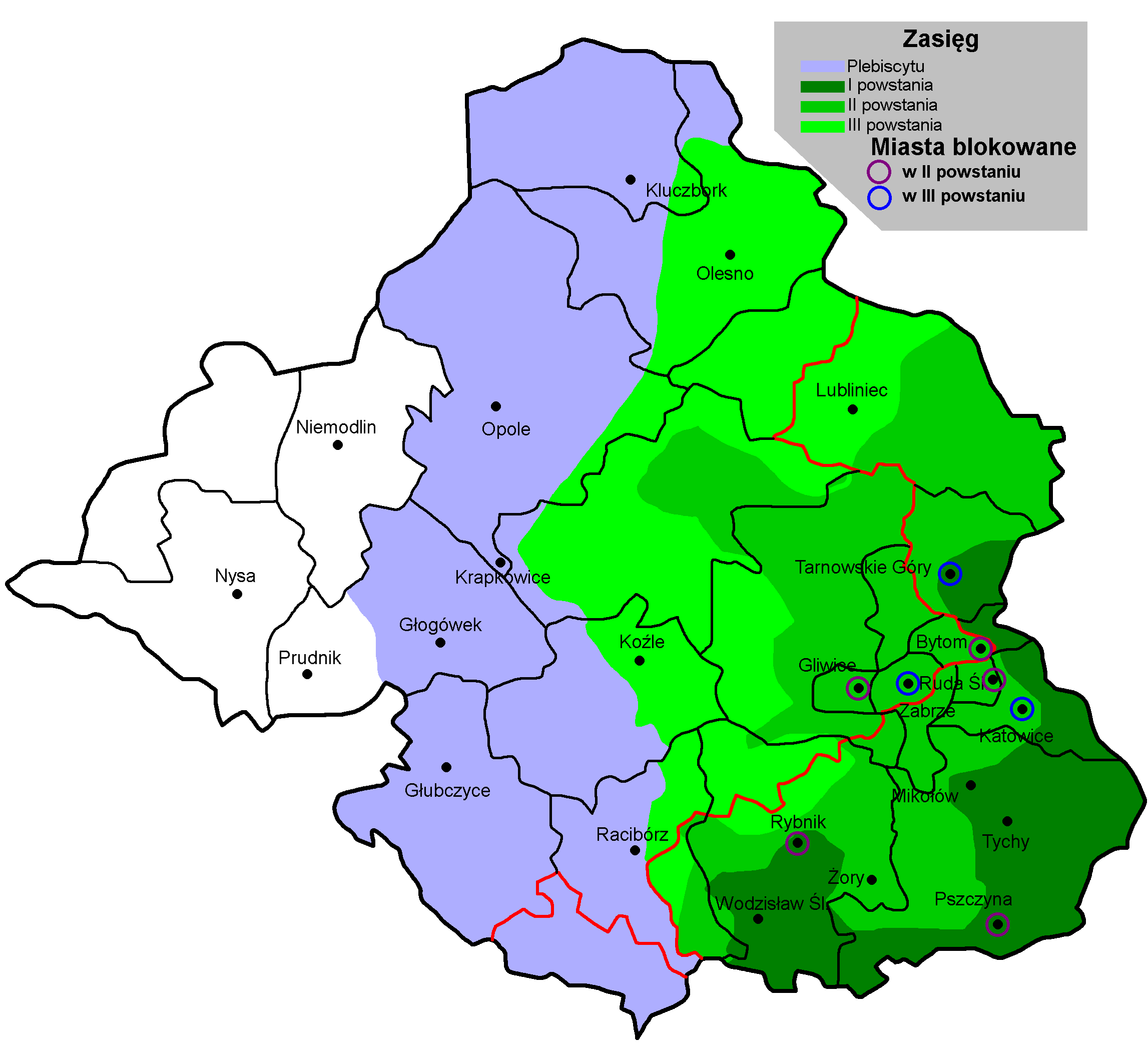
Mappa delle tre rivolte

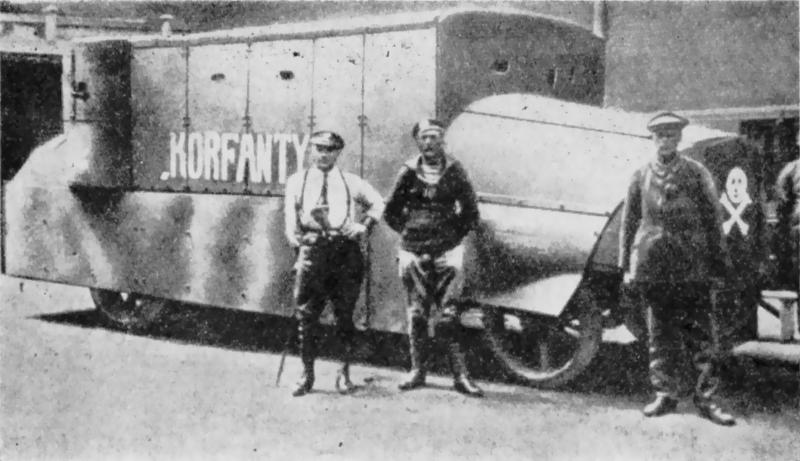
Carro armato polacco Korfanty del 1920 realizzato dai combattenti polacchi alle fonderie Woźniak. Fu uno dei due esemplari creati, il secondo chiamato Walerus – Woźniak.

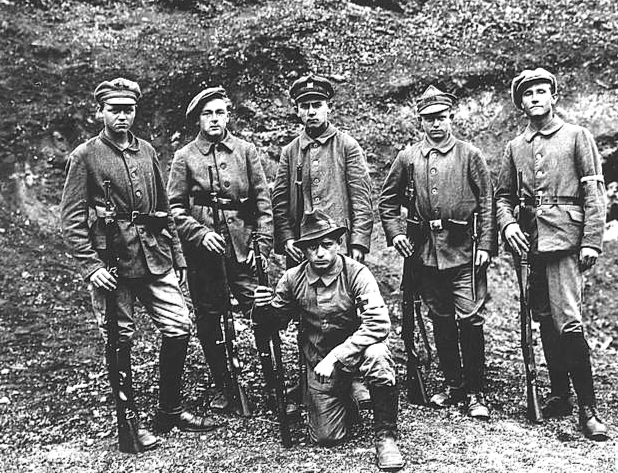
Ribelli slesiani

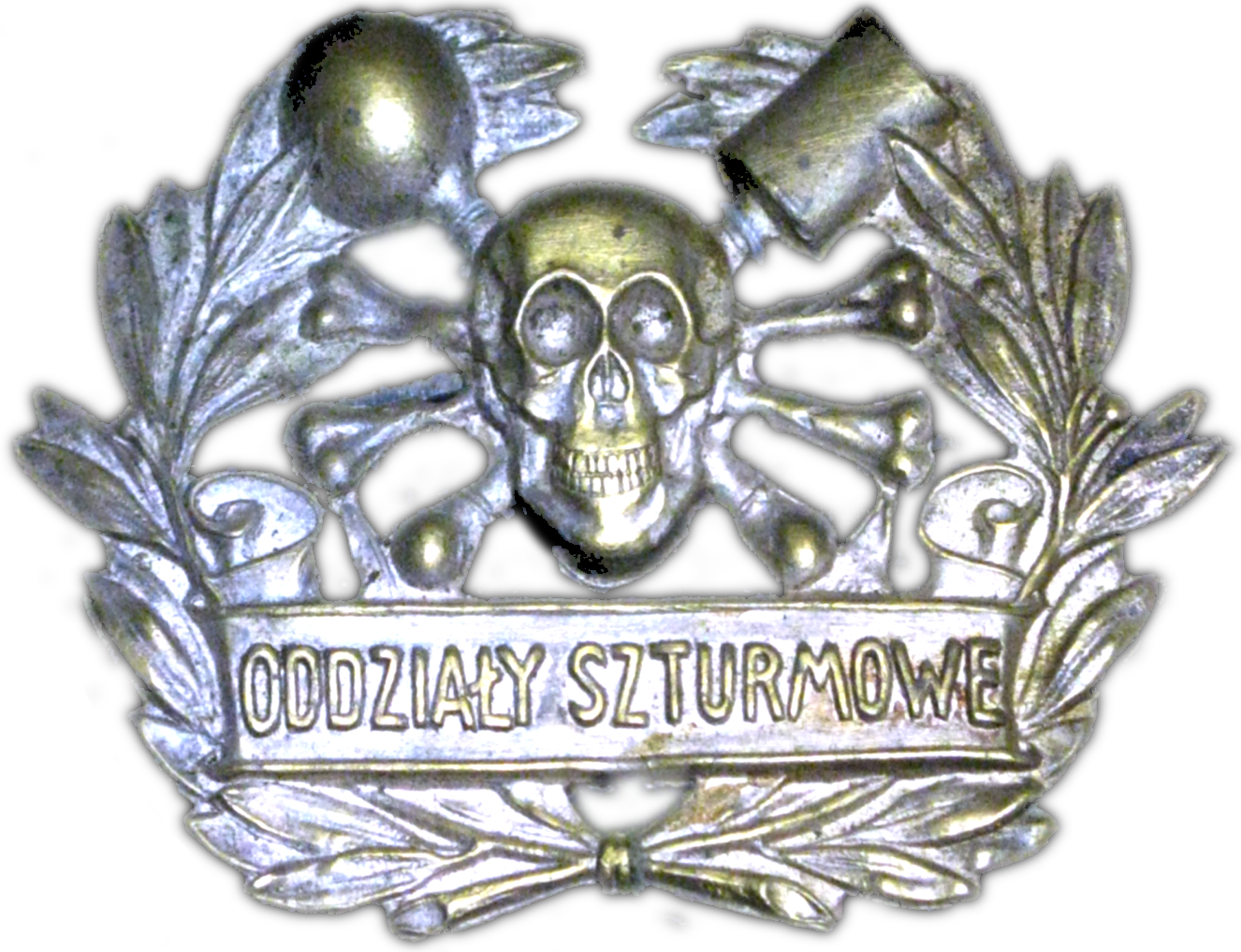
Stemma del Distaccamento Aereo Polacco durante le rivolte slesiane

Le rivolte nella Slesia (in tedesco: Aufstände in Oberschlesien; in polacco: Powstania śląskie) furono una serie di rivolte armate compiute da polacchi e slesiani polacchi dell'Alta Slesia, nel periodo dal 1919 al 1921 contro il dominio della Repubblica di Weimar. La resistenza mirava a separarsi dalla Germania per unirsi alla Seconda Repubblica di Polonia, che era stata istituita al termine della prima guerra mondiale. Si concluse nel 1922 con la divisione della Slesia in una parte polacca, che divenne il voivodato della Slesia e una tedesca, la nuova provincia dell'Alta Slesia prussiana (Oberschlesien), entrambe con autonomia speciale.
Nella Polonia dopo la seconda guerra mondiale le insurrezioni furono celebrate come esempi di orgoglio nazionale.

## Situazione storica
Gran parte della Slesia appartenuta alla Corona polacca in epoca medievale era passata ai re boemi nel XIV secolo, e in seguito agli Asburgo austriaci. Federico il Grande di Prussia si impadronì della Slesia da Maria Teresa d'Austria nel 1740 con la guerra di successione austriaca, dopo la quale la regione divenne parte della Prussia e, nel 1871, dell'Impero tedesco.
Dopo la prima guerra mondiale, durante i negoziati del trattato di Versailles, il governo tedesco sostenne che senza l'Alta Slesia non sarebbe stato in grado di adempiere ai suoi obblighi riguardanti i danni di guerra da rifondere agli Alleati.
L'Alta Slesia era una grande risorsa mineraria e dell'industria pesante, essendo ricca di miniere e di acciaierie. "Le miniere slesiane erano responsabili di quasi un quarto delle esportazioni tedesche di carbone, dell'81% dello zinco e del 34% del piombo."

## Demografia all'inizio del XX secolo
L'area ad est dell'Oder nell'Alta Slesia era dominata dai polacchi, gran parte dei quali erano appartenenti alle basse classi sociali. Quasi tutti parlavano dialetti polacchi, e molti sentivano di appartenere ai gruppi etnici slavi, e si dicevano slesiani. Allo stesso tempo quasi tutta l'élite locale — i proprietari terrieri, uomini d'affari, proprietari di fabbriche, governatori locali, polizia e clero cattolico — era tedesca. Vi era un'ulteriore divisione lungo le linee religiose: quasi tutti i più alti governanti tedeschi slesiani erano protestanti, mentre la grande maggioranza dei polacchi slesiani erano cattolici.
Al censimento tedesco del 1900, il 65% della popolazione della parte orientale della Slesia era registrata come parlante lingua polacca, con una decrescita al 57% nel 1910. Questo fu dovuto alla germanizzazione forzata e alla creazione di una categoria di "abitanti bilingui" allo scopo del censimento, per ridurre il numero di slesiani che parlavano polacco. Lo studioso tedesco Paul Weber redasse una cartina dei dialetti che mostrò che nel 1910, nella maggioranza dei distretti dell'Alta Slesia ad est dell'Oder, gli slesiani che parlavano il polacco erano la maggioranza, circa il 70% della popolazione.

## Prima rivolta slesiana (1919)
Il 15 agosto 1919 le truppe di confine tedesche (Grenzschutz) massacrarono dieci civili slesiani nella miniera di Mysłowice (Myslowitzer Grube) e causarono la prima rivolta slesiana contro il controllo tedesco dell'Alta Slesia. Il massacro causò proteste da parte dei minatori slesiani polacchi; infine, molti leader polacchi furono arrestati durante uno sciopero generale di circa 140 000 minatori. Con la rivolta, i minatori dichiararono che volevano che la polizia e i governanti locali fossero sia tedeschi che polacchi.
Circa 21 000 soldati tedeschi dell'Esercito Nazionale Provvisorio della Repubblica di Weimar (Vorläufige Reichsheer), con circa 40 000 soldati di riserva, soppressero velocemente la rivolta. Ciò che seguì fu la repressione tedesca dei polacchi della Slesia, e circa 2 500 polacchi furono giustiziati o uccisi da squadroni. 9 000 polacchi cercarono rifugio in Polonia insieme a migliaia di familiari (in totale circa 22 000 persone). Le azioni repressive terminarono quando le forze alleate arrivarono a riportare l'ordine, e i rifugiati furono autorizzati a ritornare nelle loro terre. Una volta che la rivolta fu sedata, nacque un fortissimo risentimento nei polacchi slesiani, il che contribuì a rinforzare la cultura in cui si identificavano.

## Il Corpo di spedizione alleato
Il trattato di Versailles deliberò lo svolgimento di un plebiscito dell'Alta Slesia per determinare se il territorio dovesse divenire parte della Germania o della Polonia. Il plebiscito si doveva tenere entro due anni dal Trattato (1919) in tutta la Slesia, anche se il governo polacco voleva farlo svolgere solo nella parte della Slesia ad est dell'Oder, dove gli abitanti che parlavano polacco erano la maggioranza. Si decise tuttavia di svolgere il plebiscito in tutta l'Alta Slesia, incluse le aree in predominanza tedesche ad est e nelle aree ad ovest dell'Oder, anch'esse in maggioranza tedesche.
A seguito degli scontri armati tra i Freikorps tedeschi e reparti militari polacchi, la Commissione interalleata inviò l'11 febbraio 1920 un corpo di spedizione francese, italiano e inglese. Il Contingente italiano era composto da oltre 3 000 uomini.

## Seconda rivolta slesiana (1920)
La seconda delle rivolte (in polacco: Drugie powstanie śląskie, in tedesco Zweiter Polenaufstand) fu la seconda sollevazione popolare.
Nel febbraio 1920 la Commissione Alleata per il Plebiscito fu inviata nell'Alta Slesia; era composta da rappresentanti delle forze alleate, e pertanto i suoi membri facevano riferimento principalmente alla Francia, con piccoli gruppi dal Regno Unito e dall'Italia. Poco dopo, divenne chiaro che le forze alleate erano troppo ridotte per mantenere l'ordine; la Commissione fu poi accantonata per mancanza di consenso: gli inglesi e gli italiani favorivano i tedeschi, mentre i francesi supportavano i polacchi. Le forze fallirono pertanto nell'impedire le continue rivolte.
Nell'agosto 1920 un giornale tedesco dell'Alta Slesia scrisse ciò che sarebbe poi divenuto il falso annuncio della caduta di Varsavia nelle mani dell'Armata Rossa nella guerra sovietico-polacca. Questo annuncio portò a festeggiamenti nella comunità tedesca per quella che supponevano essere la fine della Polonia indipendente. La situazione denegerò rapidamente nella violenza, con le milizie tedesche che attaccarono i polacchi, e le schermaglie continuarono anche dopo che fu chiarito il fatto che Varsavia non era caduta.
La violenza portò infine, il 19 agosto, alla rivolta polacca che prese velocemente il controllo degli uffici governativi nei distretti di Kattowitz, Pless e Beuthen. Tra il 20 e il 25 agosto la ribellione si estese fino a Konigshutte, Tarnowitz, Rybink, Lublinitz e Gross Strehlitz. La Commissione Alleata dichiarò la propria intenzione a ristabilire l'ordine, ma le differenze interne impedirono la realizzazione del proposito. I rappresentanti inglesi ritennero i francesi responsabili della rapida degenerazione della rivolta nelle regioni orientali.
La rivolta giunse lentamente alla fine a settembre con l'unione delle operazioni militari alleate e i negoziati tra le parti. I polacchi ottennero lo scioglimento della polizia Sipo e la creazione di una nuova polizia (Abstimmungspolizei) per l'area, che sarebbe stata al 50% polacca. Ai polacchi fu anche permesso l'accesso all'amministrazione locale. L'Organizzazione Militare Polacca nell'Alta Slesia doveva essere sciolta, ma questo in pratica non accadde mai.

## Il plebiscito di Versailles

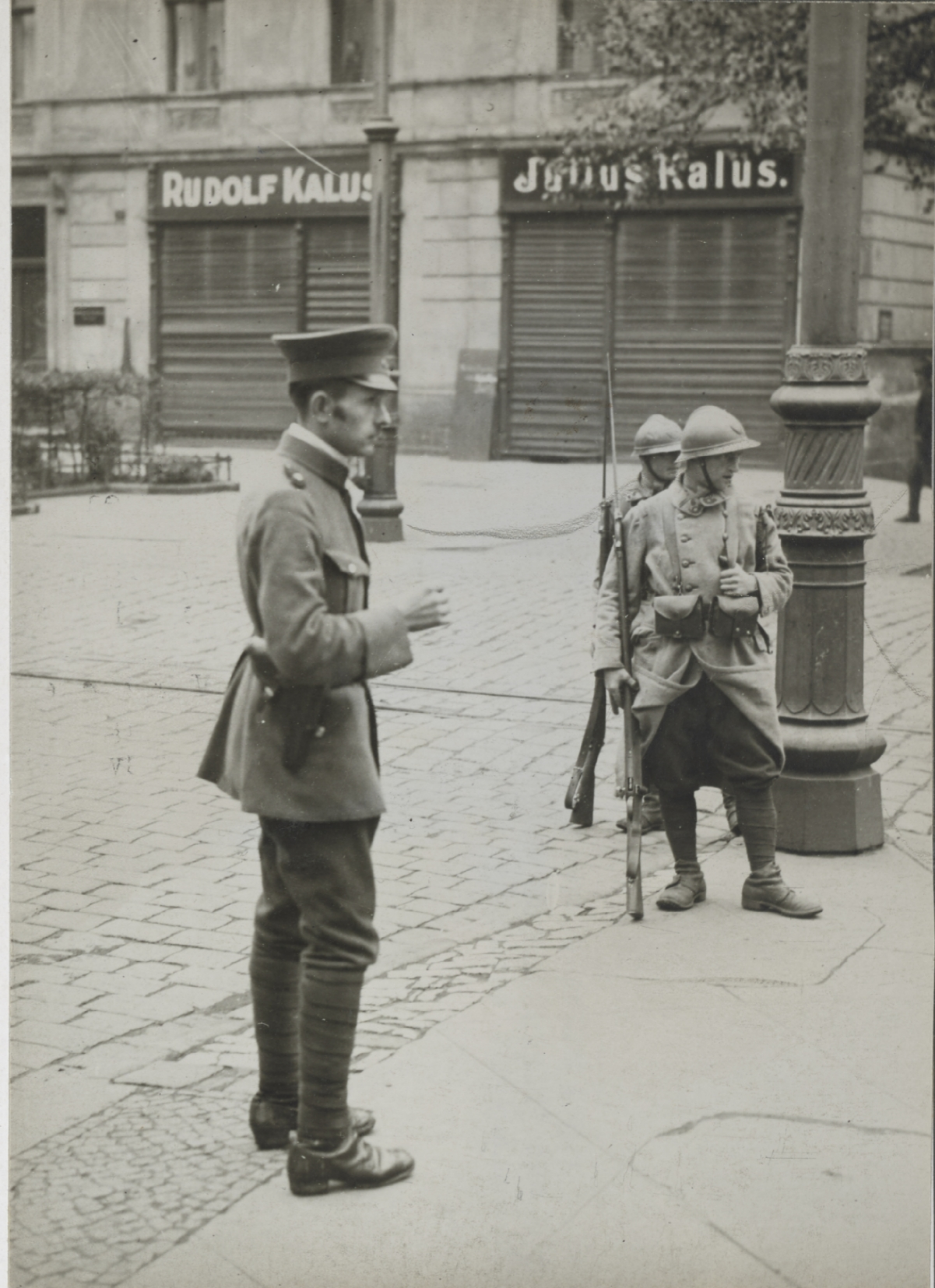
Poliziotto tedesco insieme a militari del corpo di spedizione francese in Alta Slesia

Gli Alleati decisero che il plebiscito dell'Alta Slesia dovesse svolgersi il 20 marzo 1921. Nel frattempo, l'amministrazione e la polizia tedesca rimasero in funzione nella zona.
La propaganda e le tattiche elettorali in entrambi gli schieramenti portarono a disordini crescenti. Le autorità tedesche avvisarono che coloro che avrebbero votato per la Polonia avrebbero perso lavoro e pensioni; i veterani dell'esercito tedesco si unirono ai "Freikorps" (Corpi Liberi), un'organizzazione le cui truppe compivano atti di terrorismo contro gli attivisti polacchi. Nello stesso tempo, i polacchi sostenevano che sotto il nuovo governo polacco, i polacchi slesiani non sarebbero più stati discriminati; i polacchi promisero anche di onorare i benefici dello stato sociale tedesco, come le pensioni di anzianità. I polacchi si organizzarono anche nell'Organizzazione Militare Polacca, predecessore dei servizi segreti polacchi, per perseguire la loro causa.
Il plebiscito ebbe luogo il 20 marzo, due giorni dopo il trattato di Riga siglato il 18 marzo 1921, che pose fine alla guerra sovietico-polacca del 1919-1920.
Nel plebiscito, 707 605 voti andarono a favore dell'annessione alla Germania (59,6 %) mentre solo 479 359 alla Polonia (40,4 %). I tedeschi ebbero quindi 228 246 voti in più.
Il diritto di voto era garantito ai maggiori di 20 anni che erano nati o vivevano nell'area interessata dal plebiscito; il risultato fu una migrazione di massa. I votanti esteri furono 179 910 per la Germania, mentre per la Polonia circa 10 000 Senza di questi, i tedeschi avrebbero avuto solamente una maggioranza di 58 336 voti anziché 228 246. Tuttavia, l'inclusione dei votanti dall'estero era stata fatta per esplicita richiesta della delegazione polacca a Versailles, che contava nel sostegno delle organizzazioni filopolacche dell'area della Ruhr.
Fu chiesto alla Società delle Nazioni di affrontare il problema prima che la situazione portasse ad un bagno di sangue.
I governi inglese e francese non raggiunsero un accordo sull'interpretazione del plebiscito. Il primo problema fu la destinazione del "Triangolo Industriale" ad est dell'Oder, i cui vertici erano rappresentati dalle città di Beuthen (Bytom), Gleiwitz (Gliwice) e Kattowitz (Katowice). I francesi volevano indebolire la Germania, e sostennero pertanto le motivazioni polacche; gli inglesi e gli italiani non erano d'accordo, in particolare perché i tedeschi non sarebbero stati in grado di pagare le riparazioni di guerra se avessero perso le industrie slesiane.
Alla fine dell'aprile 1921 si diffusero voci che la posizione inglese filotedesca avrebbe prevalso. Questo portò i simpatizzanti polacchi ad agire di nuovo: l'insurrezione ebbe inizio all'inizio di maggio; diversamente dalla seconda rivolta, la terza fu pianificata nei particolari ed organizzata sotto la leadership di Wojciech Korfanty.

## Terza rivolta slesiana (1921)
La terza rivolta slesiana ebbe inizio il 2-3 maggio 1921, con la distruzione del ponte ferroviario tedesco per opporsi alle misure tedesche destinate alla soppressione dei tumulti. Particolari cure furono indirizzate ad impedire una riedizione degli atti di violenza che erano stati perpetrati contro la popolazione da parte del gruppi paramilitari tedeschi, i Freikorps, che erano stati creati per sostenere la polizia di confine tedesca (Grenzschutz). I Freikorps comprendevano per lo più volontari e soldati tedeschi smobilitati.
La Commissione Inter-Alleata, all'interno della quale il generale Henri Le Rond era il personaggio più influente, aspettò troppo a lungo prima di prendere provvedimenti contro le violenze.
L'esercito francese di occupazione favoriva generalmente gli insurrezionalisti. In alcuni casi, i contingenti inglese e italiano cooperavano attivamente con i tedeschi. D'altra parte, il discorso del Primo ministro David Lloyd George al Parlamento inglese disapprovò fortemente l'insurrezione, e rinsaldò le speranze dei tedeschi. La Triplice intesa apparì tuttavia non pronta alla battaglia; l'unica azione della "Commissione di Controllo Militare Inter-Alleata" e del governo francese fu la richiesta di proibizione immediata del reclutamento di volontari tedeschi esterni all'Alta Slesia.
Dopo un successo iniziale degli insorgenti, la Grenzschutz tedesca resistette a diversi attacchi delle truppe polacche di Wojciech Korfanty, che in alcuni casi attaccarono anche le forze inglesi ed italiane.
Un tentativo da parte delle truppe inglesi di avvantaggiarsi rispetto alle forze polacche, fu impedito dal generale francese Jules Gratier, il comandante in capo delle truppe alleate. Alla fine, gli insorgenti riuscirono a tenere gran parte del territorio conquistato, incluso il distretto industriale locale. Essi dimostrarono che potevano mobilitare un grande sostegno locale, mentre le forze tedesche che avevano la loro base al di fuori della Slesia , non potevano prendere parte attiva al conflitto. In scontri con rivoltosi polacchi caddero 25 militari italiani.
Dodici giorni dopo lo scoppio della rivolta, Korfanty si offrì di ritirare le proprie truppe oltre la linea di demarcazione (la "Linea Korfanty"), a condizione che il territorio liberato non fosse occupato dai tedeschi, ma dalle forze alleate. Le forze inglesi, tuttavia, non arrivarono nell'Alta Slesia prima del 1º luglio ed iniziarono ad avanzare insieme agli altri alleati verso la vecchia frontiera. Contemporaneamente all'avanzamento, la Commissione pronunciò un'amnistia generale per le azioni illegali commesse durante l'insurrezione, con l'eccezione degli atti di vendetta e di crudeltà. La tedesca Grenzschutz fu ritirata e sciolta.

### Conseguenze

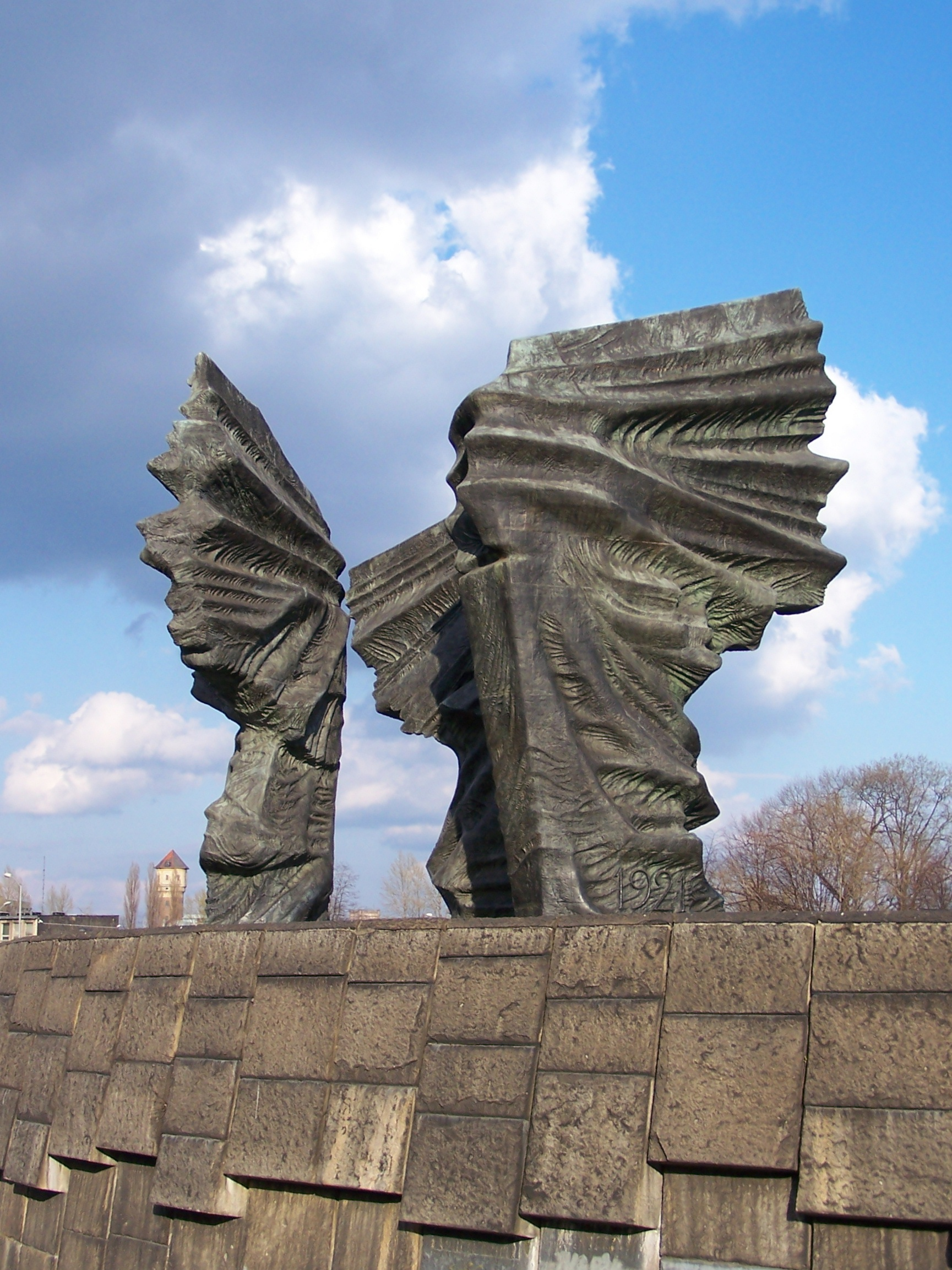
Il Monumento degli Insorgenti slesiani a Katowice, il più grande e pesante monumento della Polonia, costruito nel 1967.

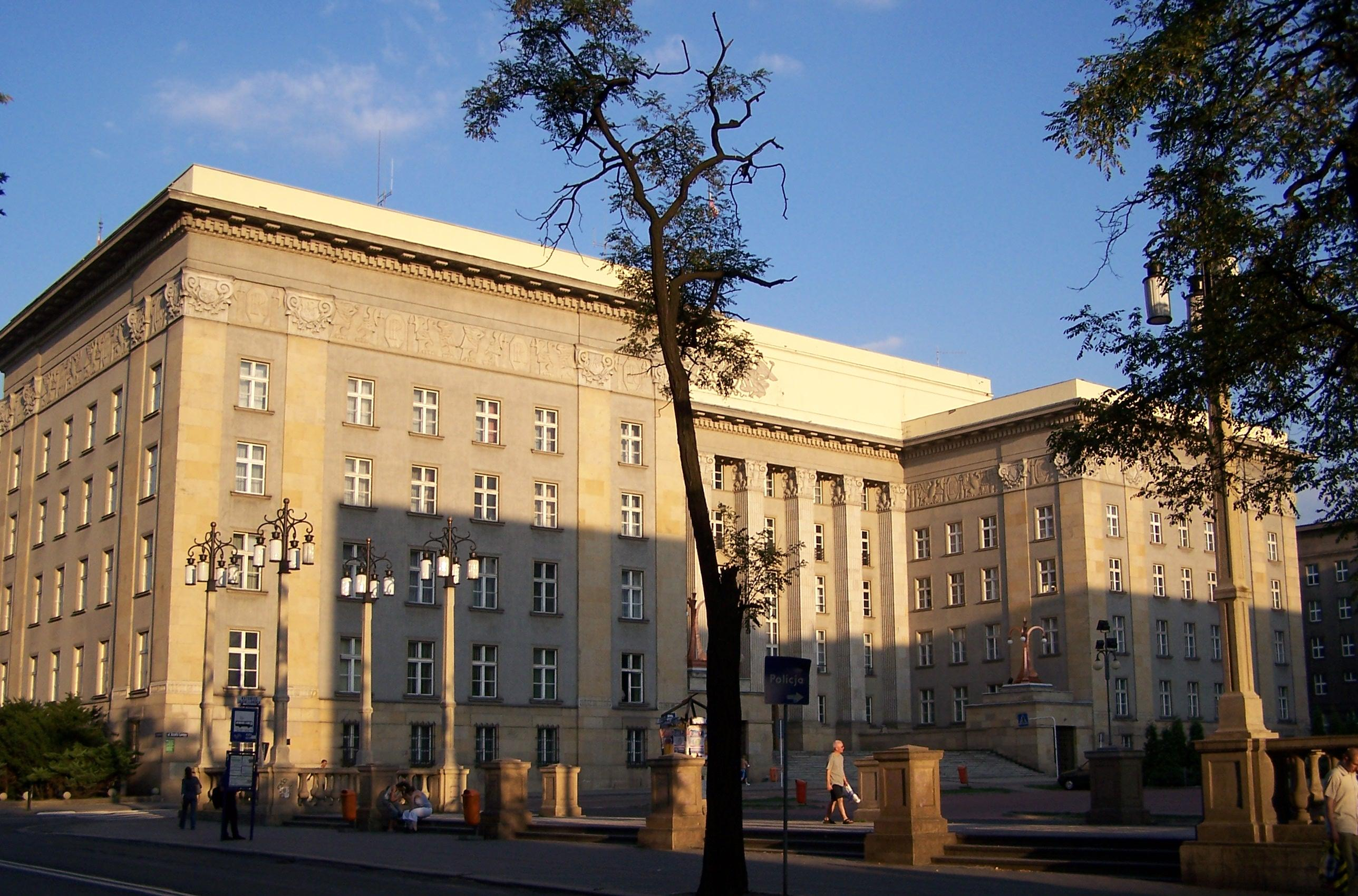
Il Parlamento slesiano a Katowice

Contribuirono alla pacificazione dell'area gli accordi tra i tedeschi e i polacchi nell'Alta Slesia e gli appelli diramati da entrambe le parti, così come i dispacci dei sei battaglioni delle truppe alleate e lo sbandamento delle guardie locali.
Il Consiglio Supremo Alleato non fu comunque in grado di giungere ad un accordo sulla spartizione del territorio dell'Alta Slesia sulle linee del plebiscito. Gli inglesi e i francesi poterono solo trovare una soluzione: rimandare la questione al consiglio della Società delle Nazioni.
L'eccitazione maggiore scoppiò in tutta la Germania e nella parte tedesca dell'Alta Slesia con la notizia che il Consiglio della Società delle Nazioni aveva rimandato il problema ad una commissione consistente di quattro rappresentanti: uno al Belgio, uno al Brasile, uno alla Spagna ed uno alla Cina. La Commissione raccolse i dati e giunse ad una decisione, basata sul principio dell'autodeterminazione. Sulla base dei rapporti della commissione e quelli dei suoi esperti, nell'ottobre 1921 il Consiglio assegnò la parte maggiore del distretto industriale dell'Alta Slesia alla Polonia.
Nel 1922 un'investigazione di sei settimane giunse alla conclusione che la terra dovesse essere divisa tra le due nazioni; questa decisione fu accettata da entrambi gli stati, e dalla maggioranza degli slesiani (tantopiù che la Germania, avendo perso la guerra mondiale, non aveva potere per opporsi alla decisione). Circa 736 000 polacchi e 260 000 tedeschi vivevano nell'Alta Slesia polacca, e 532 000 polacchi e 637 000 tedeschi nell'Alta Slesia tedesca.
Il governo polacco aveva deciso di dare alla Slesia una considerevole autonomia, con il Parlamento slesiano e la costituzione del Consiglio del Voivodato Autonomo della Slesia come potere esecutivo nella regione.
La Polonia ottenne quasi la metà dei 1 950 000 abitanti, viz., ossia 965 000 persone, ma quasi un terzo del territorio, cioè solo 3 214 sui 10 951 km². Il territorio comprendeva tuttavia la parte più ricca del distretto: su 61 miniere di carbone, 49 andarono alla Polonia, e lo stato prussiano ne perse 3 su 4. Su una produzione di carbone di 31 750 000 tonnellate, 24 600 000 finirono alla Polonia; tutte le miniere di ferro, con una produzione di 61000 t andarono alla Polonia. 22 altiforni su 37 rimasero polacchi, e solo 15 divennero tedeschi. Su una produzione di 570000 t di ferro grezzo, 170000 t rimasero alla Germania, e 400000 t andarono alla Polonia; delle 16 miniere di zinco ed alluminio, che producevano 233000 t nel 1920, solo 4 (44 000 t) andarono alla Germania. Le grandi città di Königshütte (Chorzów), Kattowitz (Katowice), e Tarnowitz (Tarnowskie Góry) furono assegnate alla Polonia.
Nel territorio slesiano riconquistato dalla Polonia, i tedeschi rimasero una minoranza. Similmente, una consistente minoranza di polacchi (circa mezzo milione) rimase nella parte tedesca, principalmente nella città di Oppeln (Opole).
Per mitigare le difficoltà nate dalla divisione del distretto che era essenzialmente un'unità economica, si decise, su raccomandazione del Consiglio della Società delle Nazioni, che i delegati tedeschi e polacchi dovessero redigere delle regole economiche e uno statuto per la protezione delle minoranze, che dovevano avere una durata di 15 anni. Delle misure speciali dovevano entrare in vigore nel caso in cui uno dei due stati si fosse rifiutato di stilare tali regole, o di accettarle.
Nel maggio 1922 la Società delle Nazioni dichiarò la Convenzione dell'Alta Slesia (anche conosciuta come Convenzione di Ginevra), che mirava a preservare l'unità economica della regione. La Società istituì anche un tribunale per arbitrare sulle dispute; inoltre, in risposta alle lamentele tedesche sull'importanza del carbone per l'industria tedesca, alla Germania fu concesso il diritto di importare 500000 t l'anno a prezzo scontato. I contingenti militari alleati lasciarono la regione nella seconda metà del 1922.
Tre anni dopo, nel 1925, quando terminò l'accordo sul carbone, la Germania rifiutò di importarlo, tentando di utilizzare la disputa sul carbone come pretesto, cercando di imporre una revisione dell'intera frontiera polacco-tedesca. Le relazioni tra i due stati peggiorarono, e la Germania diede inizio ad una guerra tariffaria, ma il governo polacco non prese in considerazione l'idea di cambiare il confine.
L'ultimo veterano delle rivolte nella Slesia, Wilhelm Meisel, morì nel 2009.